# Tin roof pie
Tin roof pie là một biến thể của bánh kem. Thành phần nguyên liệu bao gồm phần đế được làm từ bột ngô nướng, sirô ngô và đậu phộng. Sau đó, phủ thêm một lớp kem, sirô sô-cô-la và đôi khi là những thanh sô-cô-la nghiền nhỏ. 